# Valor de mercado
El valor de mercado u OMV (Open Market Valuation) es el precio al que un activo se negociaría en un entorno de subasta competitiva.  El valor de mercado a menudo se usa indistintamente con el valor de mercado abierto, el valor razonable o el valor de mercado justo, aunque estos términos tienen definiciones distintas en diferentes estándares, y pueden o no ser diferentes en algunas circunstancias. 

## Definición
Los Estándares Internacionales de Valoración definen el valor de mercado como "la cantidad estimada por la cual una propiedad debe intercambiarse en la fecha de la valoración entre un comprador dispuesto y un vendedor dispuesto en una transacción en condiciones de plena competencia luego de una comercialización adecuada en la que las partes actuaron con conocimiento, prudencia y prudencia. sin compulsión".
El valor de mercado es un concepto distinto del precio de mercado, que es "el precio al que se puede realizar una transacción", mientras que el valor de mercado es "el verdadero valor subyacente" según los estándares teóricos. El concepto se invoca más comúnmente en mercados ineficientes o en situaciones de desequilibrio donde los precios de mercado prevalecientes no reflejan el verdadero valor de mercado subyacente. Para que el precio de mercado sea igual al valor de mercado, el mercado debe ser informalmente eficiente y las expectativas racionales deben prevalecer. 
Recientemente, Mocciaro Li Destri, Picone y Minà (2012) han subrayado la diferencia sutil pero importante entre la capacidad de las empresas para crear valor a través de elecciones operativas correctas y estrategias válidas, por un lado, y la manifestación epifenomenal de variaciones en Valor del accionista en los mercados financieros (especialmente en los mercados de valores). Desde este punto de vista, sugieren implementar nuevas metodologías capaces de devolver la estrategia a las medidas de desempeño financiero. 
El valor de mercado también es distinto del valor razonable, ya que el valor razonable depende de las partes involucradas, mientras que el valor de mercado no lo hace.  Por ejemplo, IVS actualmente toma nota del valor razonable "requiere la evaluación del precio justo entre dos partes específicas, teniendo en cuenta las ventajas o desventajas respectivas que cada una obtendrá de la transacción.  Aunque el valor de mercado puede cumplir con estos criterios, este no es necesariamente el caso.  El valor razonable se usa con frecuencia cuando se realiza la diligencia debida en las transacciones corporativas, donde las sinergias particulares entre las dos partes pueden significar que el precio justo entre ellas es mayor que el precio que se puede obtener en el mercado en general.  En otras palabras se puede generar un "valor especial". El valor de mercado requiere que este elemento de "valor especial" no se tenga en cuenta, pero forma parte de la evaluación del valor razonable.

## Bienes raíces
El término se usa comúnmente en la evaluación de bienes raíces, ya que los mercados de bienes raíces generalmente se consideran ineficientes tanto informalmente como transaccionalmente. Además, los mercados inmobiliarios están sujetos a períodos prolongados de desequilibrio, como en situaciones de contaminación u otras interrupciones del mercado. Las evaluaciones generalmente se realizan bajo algún conjunto de supuestos sobre los mercados transaccionales, y esos supuestos se capturan en la definición de valor utilizada para la evaluación. Comúnmente, se usa la definición establecida para las instituciones crediticias reguladas por el gobierno federal de los EE. UU., Aunque también se pueden usar otras definiciones en algunas circunstancias:
"El precio más probable (en términos de dinero) que una propiedad debe ofrecer en un mercado competitivo y abierto en todas las condiciones requeridas para una venta justa, el comprador y el vendedor actúan de manera prudente y con conocimiento, y suponiendo que el precio no se vea afectado por un pago indebido. estímulo.  Implícita en esta definición está la consumación de una venta a partir de una fecha específica y el traspaso del título de vendedor a comprador en las condiciones en que: el comprador y el vendedor están motivados típicamente; ambas partes están bien informadas o bien asesoradas, y actúan en lo que consideran sus mejores intereses; se permite un tiempo razonable para la exposición en el mercado abierto; el pago se realiza en efectivo en dólares de los Estados Unidos o en términos de acuerdos financieros comparables; y el precio representa la consideración normal por la propiedad vendida no afectada por el  financiamiento especial o creativo o las concesiones de venta otorgadas por cualquier persona asociada con la venta".
En los EE. UU., las leyes estatales, federales o locales pueden exigir que los tasadores con licencia o certificados desarrollen evaluaciones sujetas a las Normas Uniformes de Práctica Profesional de Evaluación de USPAP.  Los Estándares Uniformes de la Práctica de Evaluación Profesional requieren que cuando el valor de mercado es la definición aplicable, la evaluación también debe contener un análisis del mejor y más alto uso, así como una estimación del tiempo de exposición.  Todos los estados requieren licencia obligatoria de los tasadores. 
Es importante tener en cuenta que USPAP no requiere que todas las evaluaciones de bienes raíces se realicen en base a una única definición de valor de mercado.  De hecho, hay situaciones frecuentes en las que los evaluadores deben evaluar las propiedades utilizando otras definiciones de valores.  Si un valor distinto del valor de mercado es apropiado, USPAP solo requiere que el tasador proporcione tanto la definición de valor que se utiliza como la cita de esa definición. 

### Otras definiciones
El valor de mercado es el tipo de valor más utilizado en la tasación de bienes raíces en los Estados Unidos porque se requiere para todas las transacciones hipotecarias reguladas por el gobierno federal y porque los tribunales de los Estados Unidos lo han aceptado como válido.  Sin embargo, los tasadores de bienes raíces utilizan muchas otras definiciones de valor en otras situaciones.

#### Valor de liquidación
El valor de liquidación es el precio más probable que un interés específico en bienes raíces puede generar bajo todas las condiciones siguientes: 
1. La consumación de una venta se producirá dentro de un período de comercialización futuro muy limitado especificado por el cliente.
2. Las condiciones reales del mercado que prevalecen actualmente son aquellas a las que está sujeto el interés de tasación de la propiedad.
3. El comprador está actuando con prudencia y conocimiento.
4. El vendedor está bajo la compulsión extrema de vender.
5. El comprador suele estar motivado.
6. El comprador está actuando en lo que él o ella considera su mejor interés.
7. Se permitirá un esfuerzo y tiempo de comercialización limitados para completar la venta.
8. El pago se realizará en efectivo en dólares estadounidenses o en términos de acuerdos financieros comparables a los mismos.
9. El precio representa la consideración normal por la propiedad vendida, que no se ve afectada por el financiamiento especial o creativo o las concesiones de venta otorgadas por cualquier persona asociada con la venta.

#### Valor de liquidación ordenada.
Esta definición de valor difiere de la anterior en que asume una transición ordenada, y no una "compulsión extrema".

#### Adquisición de tierras federales
Para las adquisiciones de tierras por o financiadas por agencias federales de EE. UU., se aplica una definición ligeramente diferente:
"El valor justo de mercado se define como la cantidad en efectivo o términos razonablemente equivalentes a efectivo, por lo que es muy probable que la propiedad sea vendida por un propietario entendido que esté dispuesto, pero no está obligado a vender, a un comprador que lo desee pero que no está obligado a comprar. "Al determinar esa cifra, se debe considerar todos los asuntos que podrían presentarse y razonablemente tener un peso sustancial en la negociación por parte de personas de prudencia ordinaria, pero no se debe dar ninguna consideración a los asuntos que no afecten el valor de mercado".

#### Valor de negocio en marcha
Cuando un tasador de bienes raíces trabaja con un tasador de valuación de negocios (y tal vez un tasador de equipos y maquinaria) para proporcionar un valor de la combinación de un negocio y los bienes inmuebles utilizados para ese negocio, el valor de mercado específico se llama "ir valor de preocupación". Reconoce que el valor de mercado combinado puede ser diferente de la suma de los valores separados: "El valor de mercado de todos los activos tangibles e intangibles de un negocio operativo establecido con una vida indefinida, como si se vendieran en conjunto".

#### Valor de uso
El valor en uso tiene en cuenta un uso específico para la propiedad en cuestión y no intenta determinar el mejor y más alto uso de los bienes raíces. Por ejemplo, la evaluación puede centrarse en el valor contributivo de los bienes inmuebles para una empresa comercial. 
Algunas jurisdicciones de impuestos a la propiedad permiten evaluaciones de uso agrícola para tierras de cultivo. Además, las regulaciones actuales del impuesto a la propiedad del IRS permiten que las tierras bajo un uso agrícola interino se valoren de acuerdo con su uso actual, independientemente del potencial de desarrollo.

## Valor económico y confianza del inversor
La estabilidad y el crecimiento económico son dos factores que los inversionistas internacionales buscan al considerar las opciones de inversión. Un país que ofrece valor económico entre sus otros incentivos atrae fondos de inversión. Una situación de inestabilidad política puede ser la causa no solo de la pérdida de confianza, sino también de un valor reducido en la moneda, creando una transferencia de capital a otras fuentes más estables. 
En el caso de que un gobierno imprima moneda para descargar una parte de una cantidad significativa de deuda, la oferta de dinero aumenta, con una reducción final en su valor, agravada por la inflación. Además, si un gobierno no puede cubrir su déficit mediante la venta de bonos nacionales, aumentando así la oferta de dinero, debe aumentar el volumen de valores vendibles para extranjeros, lo que a su vez crea una disminución en su valor. 
Una deuda significativa puede ser una preocupación para los inversionistas extranjeros, si creen que existe un riesgo de que el país incumpla con sus obligaciones. Se mostrarán reacios a comprar valores sujetos a esa moneda en particular, si se percibe un riesgo significativo de incumplimiento. Es por esta razón que la calificación de la deuda de un país; por ejemplo, según lo determinado por Moody's o Standard & Poor's es un indicador crucial de su tipo de cambio. 
Los valores de las divisas y los tipos de cambio desempeñan un papel crucial en la tasa de rendimiento de las inversiones. El valor para un inversionista es el tipo de cambio de la moneda que contiene la mayor parte de una cartera y determina su rendimiento real. Un valor decreciente en el tipo de cambio tiene el efecto de disminuir el poder de compra de los ingresos y las ganancias de capital, derivado de cualquier rendimiento.  Además, otros factores de ingreso, como las tasas de interés, la inflación e incluso las ganancias de capital de los valores nacionales, están influenciados por los factores influyentes y complejos del tipo de cambio. 

## Interpretación legal
El caso de Luxmoore-May y otro v. Messenger May Baverstock [1990] 1 WLR 1009 nos muestra la interpretación legal del valor de mercado: "La medida del daño en este caso es, concluyo, la diferencia entre lo que los foxhounds realizaron en realidad como consecuencia del incumplimiento de contrato de los demandados y lo que Fue su verdadero valor de mercado abierto en ese momento. ¿Qué mejor guía podría haber para ese valor que el precio al que estas pinturas fueron derribadas en Sotheby's tan poco después?  "El precio que el mercado internacional del arte estaba dispuesto a pagar era sin duda la mejor evidencia del valor de los foxhounds".  También es difícil distinguir entre el equilibrio del calibre. 